# Paitze
La paitze era un medaglione che segnalava il grado di un ufficiale dell'esercito mongolo, ai tempi della grande conquista mongola.
I comandanti dei tumen ne avevano una d'oro di un chilo e mezzo circa, quelli dei minghaan una dello stesso materiale di circa 600 grammi, i capitani degli yagun ne avevano una d'argento più piccola..
Alcune paitze erano dei veri e propri documenti con i quali il khan assegnava una missione o un titolo nobiliare al loro possessore.